# Нивотрудівська сільська територіальна громада
Нивотрудівська сільська громада — територіальна громада в Україні, у Криворізькому районі Дніпропетровської області. Адміністративний центр — село Нива Трудова.
Площа громади — 129 км², населення — 4935 мешканців (2018).
Утворена 3 серпня 2015 року шляхом об'єднання Вільненської та Ниво-Трудівської сільських рад Апостолівського району.

## Населені пункти
До складу громади входять 8 сіл:
| Населений пункт | Населення (2015) |
| --------------- | ---------------- |
| Нива Трудова    | 4015             |
| Вільне          | 664              |
| Новоукраїнське  | 408              |
| Зоряне          | 259              |
| Солдатське      | 200              |
| Єлизаветпілля   | 80               |
| Веселі Чумаки   | 78               |
| Садове          | 8                |